# Mochlus lanceolatus
Mochlus lanceolatus (вертлявий сцинк Бродлі) — вид сцинкоподібних ящірок родини сцинкових (Scincidae). Ендемік Мозамбіку.

## Поширення і екологія
Mochlus laeviceps мешкають на островах архіпелагу Базаруто і на крайній півночі півострова Сан-Себастьян. Вони живуть в заростях серед піщаних дюн, на висоті до 25 м над рівнем моря. Ареал цього виду лежить в межах Національного парку архіпелагу Базаруто і заповідника Віланкулос.